# 井上喜惟
井上 喜惟（いのうえ ひさよし、1962年 - ）は神奈川県出身の指揮者。

## 経歴
1979年、中学卒業と同時に渡欧。ウィーンでピアノを学び、指揮をクルト・ヴェス、セルジュ・チェリビダッケらに師事。バイロイト音楽祭ではホルスト・シュタイン、ケルン放送交響楽団等ではガリー・ベルティーニのもと研鑽を積む。レナード・バーンスタイン、小澤征爾らのアシスタントも務めた。 
1992年、ブルノ国立フィルハーモニー管弦楽団定期演奏会でデビューして以来、チェコ、ポーランド、旧ソ連等主に東欧を中心に活動。ロリス・チェクナヴォリアンの知遇を得たことがきっかけとなり、1993年、アルメニア・フィルハーモニー管弦楽団を指揮、以来2000年まで客演指揮者を務める。 
2000年4月、井上の尽力により同オーケストラは日本政府の無償資金協力を得て楽器等を一新、井上自身のプロデュースで国際交流基金の助成による「日本音楽週間」を実現させ、朝日新聞紙上で大きく取り上げられた。
2001年から2003年までアルメニア国立放送交響楽団客演指揮者を務め、2013年からはモンゴル国立音楽舞踏大学の客員教授とモンゴル国立フィルハーモニー管弦楽団の客員指揮者を務める。
自ら設立したジャパン・シンフォニアとアマチュア・オーケストラのジャパン・グスタフ・マーラー・オーケストラ（JMO）、現在の居住地である三鷹市の地域市民団体カントルムみたか少年少女合唱団の音楽監督を務めている。

## 録音
ブルノ・フィルとチャイコフスキーの交響曲第5番、チェコ・ナショナル交響楽団を指揮してピアニスト・舘野泉とのラフマニノフ、グリーグ、ブラームスのピアノ協奏曲、ワルシャワ国立フィルハーモニー管弦楽団とフジテレビ制作のテレビドラマ「北の国から」のシンフォニックアルバムをレコーディング。近年はアルトゥス・レコードよりアルメニア・フィルとの共演やジャパン・シンフォニアとの定期演奏会の記録が多数発売されている。